# Cerithium cecalupoi
Cerithium cecalupoi is een slakkensoort uit de familie van de Cerithiidae. De wetenschappelijke naam van de soort is voor het eerst geldig gepubliceerd in 2004 door Cossignani.